# Catedrais de Espanha

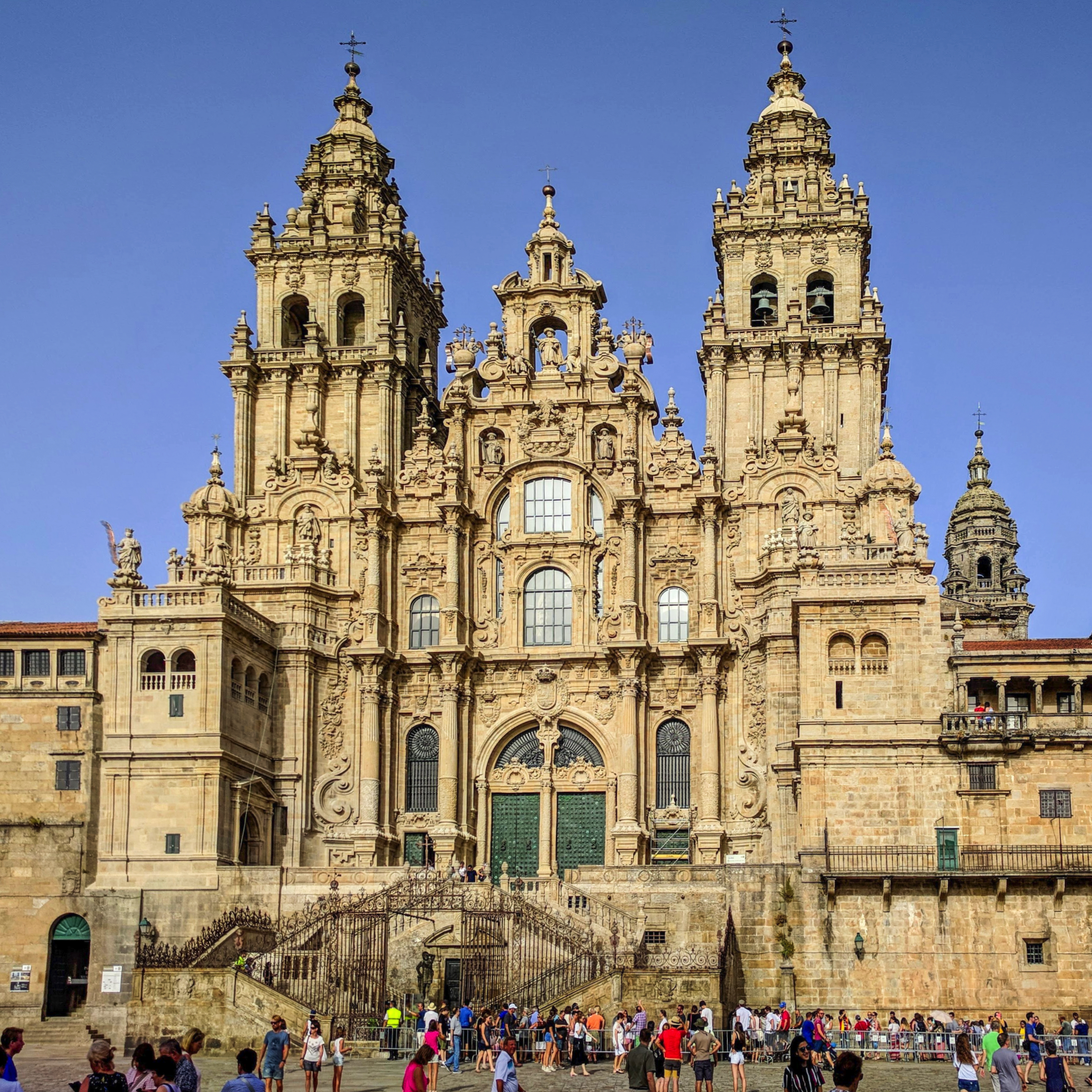
A Catedral de Santiago de Compostela é um dos templos mais visitados de Espanha

As catedrais da Espanha são os igrejas católicos que são sés episcopais do território espanhol. Possuem grande valor histórico, religioso e arquitectónico, sendo parte importante do Património Histórico Espanhol. Durante séculos, conformaram as suas cidades convertendo-se em seu referente. Assim se assinala no Plano Nacional de Catedrais, que pretende proteger e conservar 91 templos, entre catedrais, concatedrais, antigas catedrais e duas basílicas significativas, a do Pilar e a da Sagrada Família.
Estes templos têm grandes dimensões e  precisaram  enormes recursos para sua construção. Habitualmente sua edificação durou vários séculos, pelo qual costumam ser o resultado de diferentes épocas e estilos arquitetônicos.

Na Espanha a Igreja católica está organizada em províncias eclesiásticas, e estas à sua vez em dioceses (em cor clara no mapa). Em cada província eclesiástica existe uma diocese predominante, chamada arquidiocese (em cor escura). Cada diocese ou arquidiocese está dirigida por um bispo ou arcebispo respectivamente.

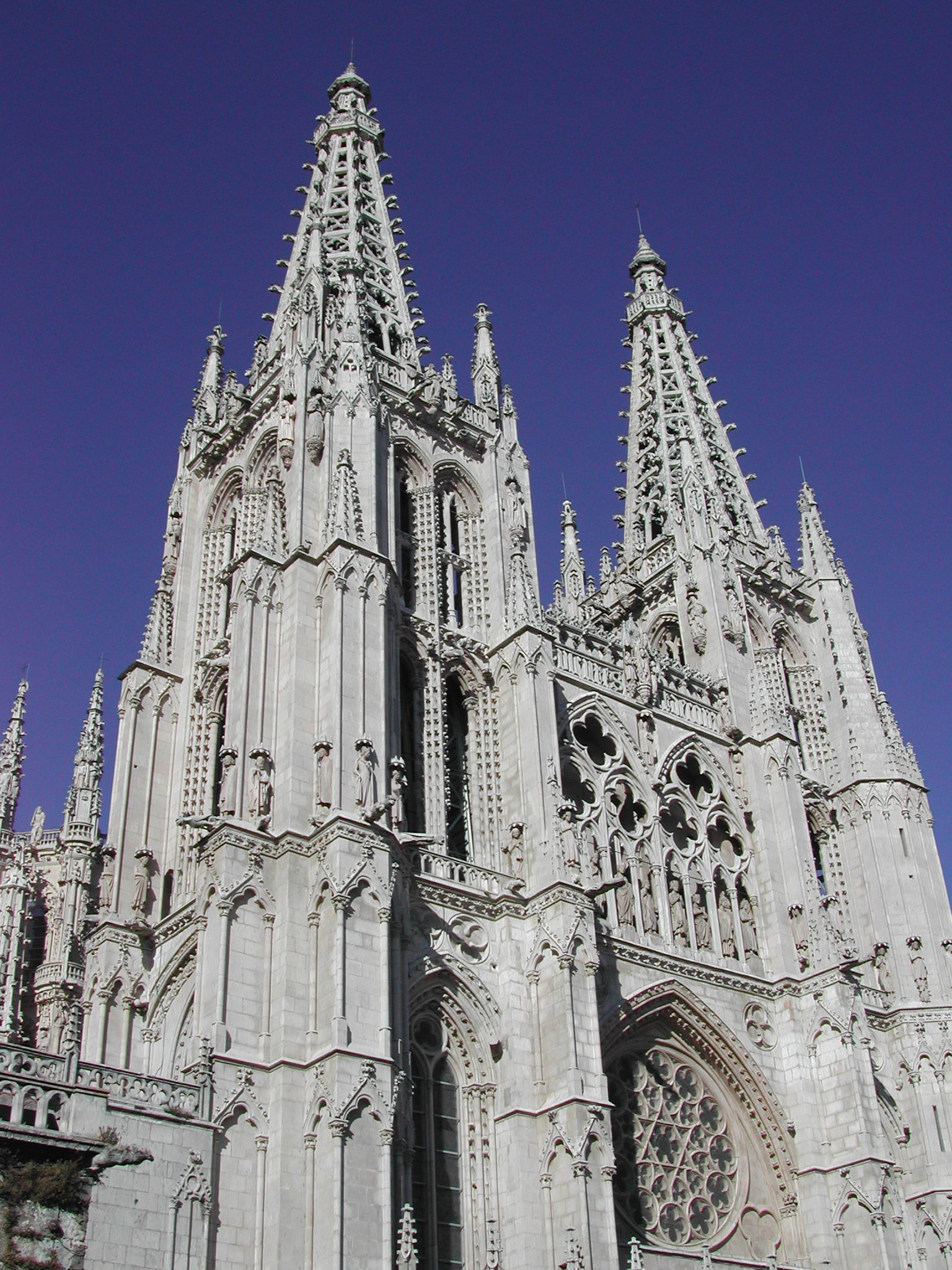
Fachada principal da Catedral de Burgos

A construção era começada pela cabeceira do templo e consagrava-se o altar-mor para a celebração do culto. Depois continuava com o cruzeiro e as naves. Assim os estilos mais tardios (barroco e neoclássico) desenvolveram-se com a edificação muito avançada, e dada a necessidade de manter o estilo arquitetônico do projeto primitivo, os arquitetos dos estilos tardios ampliaram-nas desenhando estâncias completas e fachadas novas, para projetar com maior liberdade e sem condicionantes.
A construção era financiada quer com recursos da diocese através do cabido, quer com recursos do bispo, quer com contribuições reais ou com doações dos fiéis. Portanto a maior diocese e significação da cidade correspondia habitualmente uma catedral mais importante.

## História

### Hispânia visigoda
O cristianismo assentou-se cedo na Hispânia: por volta de 300 a Igreja já estava organizada, celebrando-se um concílio em Elvira (Granada ou Medina Elvira). Mais tarde, os visigodos mantêm a fé ariana, a princípio sem grandes confrontos com os cristãos ortodoxos, até aos Concílios de Toledo e a conversão do rei Recaredo em 587. Este processo, não sem oscilações, levaria à unificação de ambas as confissões.
Durante este período construiu-se toda uma infraestrutura eclesiástica de igrejas e catedrais, das quais hoje em dia apenas ficam vestígios já que, como era costume, seus materiais eram reutilizados quando se construía uma igreja ou uma mesquita. Alguns edifícios que tomaram materiais de igrejas visigodas foram a antiga Catedral de Barcelona de estilo românico, ou a Mesquita de Córdova. Mesmo a Catedral de Palência tem seu origem na cripta de Santo Antolín, que foi edificada na segunda metade do século VII, em época visigoda.

### Os reinos cristãos: o românico

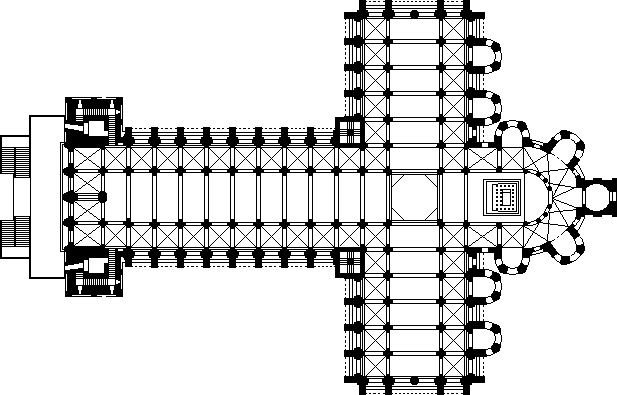
Planta românica da Catedral de Santiago de Compostela. Pertence ao modelo de grande igreja de peregrinação. Construída, entre outros, pelo Mestre Bernardo o Velho, o Mestre Estevo e o Mestre Mateus.

Com a rápida conquista muçulmana da Península Ibérica (711–718), os territórios cristãos ficaram reduzidos a uma estreita faixa nas Astúrias, Cantábria e Pirenéus. A aparição da arquitetura românica na Península Ibérica coincidiu com as primeiras vitórias importantes da Reconquista.
A suposta descoberta da tumba do Apóstolo Santiago no início do século IX provocou que Santiago de Compostela se tornasse num centro importantíssimo de peregrinação na Europa nos séculos X e XI, e através do Caminho de Santiago penetrou a cultura arquitetônica europeia do românico, especialmente de influência francesa.
Em Santiago de Compostela foi construído um santuário, que foi um dos mais imponentes edifícios da sua época, para albergar as relíquias do Apóstolo. Os seus artistas construtores foram francos e a criaram num período curto, começando em 1075/1078 e concluindo-se na sua primeira fase em 1122. Esta catedral é  a mais importante das românicas que se conservam.
O templo tem três naves com muros de dois pisos, pilares cruciformes com abóbadas de berço e abóbada de canhão na nave central, e nas duas laterais com abóbada de aresta, cruzeiro, charola e capelas absidais. A única fachada românica que se conserva é a de Pratarias, construída pelo Mestre de Pratarias em 1103. Os peregrinos entravam pela porta norte como símbolo do preto e saíam já purificados pela porta Sul de Pratarias, como símbolo do branco. Em escultura, salienta o Pórtico da Glória, obra fundamental da escultura românica concluída pelo Mestre Mateus em 1188.
|  |  |  |

Durante o período  de arquitetura românica, o território correspondente à atual Espanha estava formada pelos reinos cristãos de Leão, Castela, Navarra e Aragão na metade norte, enquanto os muçulmanos dominavam a metade sul (o Al-Andalus). Em consequência, somente há arquitetura românica na metade norte da Espanha.

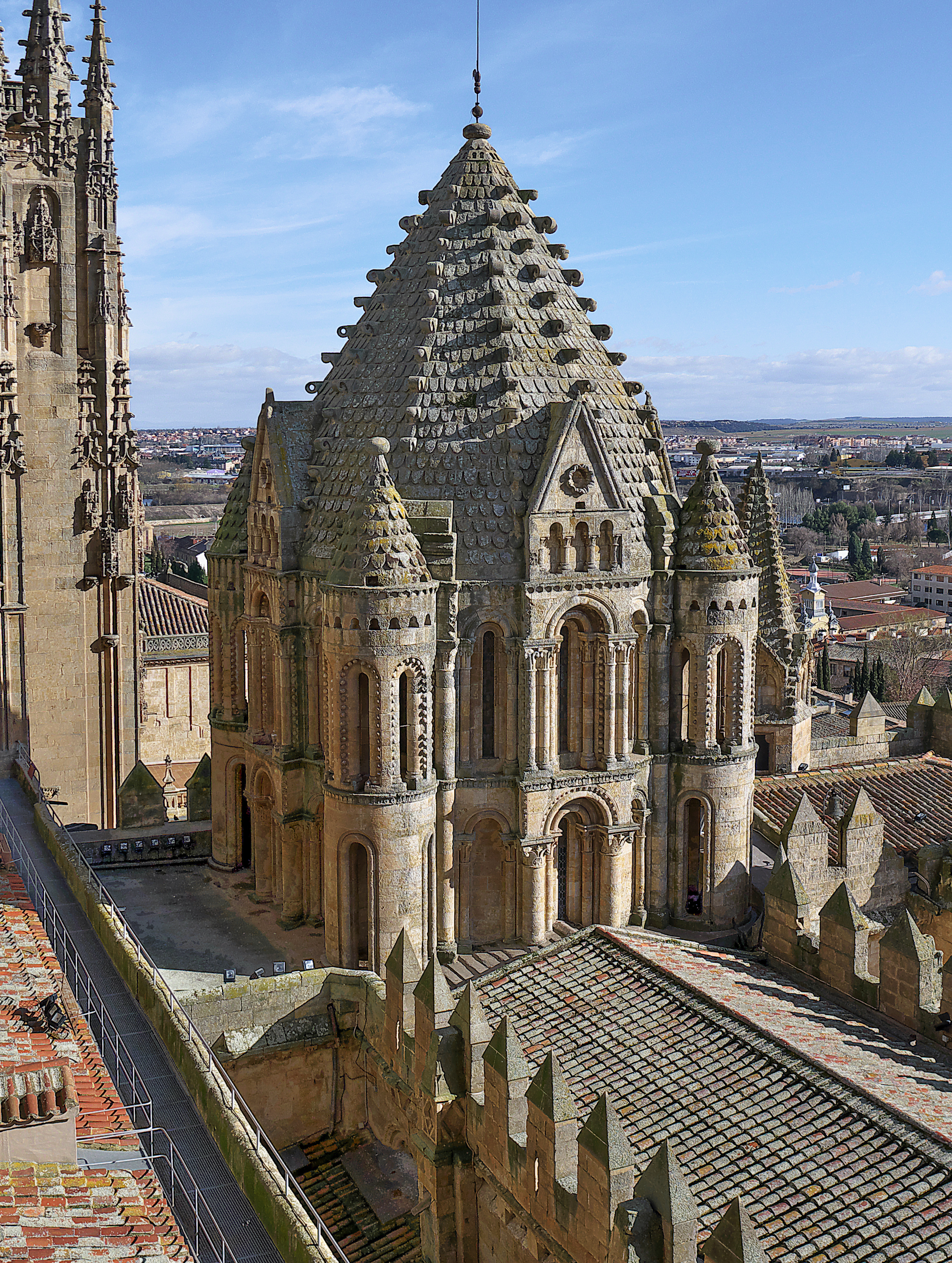
Exterior do zimbório românico da Catedral Velha de Salamanca, conhecido como a torre do galo

Das catedrais construídas na reconquista cristã somente ficam algumas, poucas completas e fragmentadas a maioria delas. Das românicas, a maioria foram terminadas ou em parte reconstruídas no período gótico. Sobressaem deste período, além de Santiago, Sé de Urgel, Jaca, Tarragona, Tui, Ourense, Lugo, Zamora, a velha de Salamanca e Cidade Rodrigo. Normalmente têm planta de cruz latina com 1 ou 3 naves, cruzeiro, cúpula, absides (1,3 ou raramente 5), claustro, torre, abóbada de canhão ou de aresta, contrafortes exteriores e capitéis de flora ou historiados.
A Catedral de Jaca pode ser considerado o primeiro edifício românico do Caminho de Santiago. Na sua construção trabalharam mestres italianos no último quartel do século XI. Consta de três naves alternando colunas e pilares segundo as características da arquitetura lombarda. É importante a decoração em portadas e capitéis.
Na zona sul do reino de Leão foi desenvolvida uma tendência regional nas catedrais de Zamora e Salamanca (velha), bem como na colegiada de Toro, observando-se uma emancipação das formas que predominavam em Leão. Existem coincidências importantes nas plantas e nas abóbadas de berço, mas sobretudo nos zimbórios, umas torres lanterna que se dispunham no nascimento das cúpulas.
As três torres lanterna destas igrejas, com a sua forma característica, formam um caso excepcional no românico espanhol e só se construíram outras similares na cidade portuguesa de Évora e na Capela de São Pablo da Catedral Velha de Plasencia. Talvez a influência proviesse de Poitou, na França, onde há edifícios com alguma similitude (Notre Dame de Poitiers).
Na Catalunha, as obras principais do românico tardio são a catedral de Lérida e a de Tarragona. Na data de construção de ambas, no século XIII, na França já se construíam as grandes catedrais do gótico, apresentando claras afinidades com o gótico francês; porém, a distribuição de espaços interiores assemelha-se a Zamora e Salamanca.
Vários templos dos citados têm abóbada proto-gótica, correspondente ao começo do gótico, com arcos apontados muito abertos, tendendo ao triângulo equilátero, do período dos mosteiros cistercienses. Neste caso está Zamora, Salamanca, Ciudad Rodrigo e Tarragona.

### Reconquista: o mudéjar

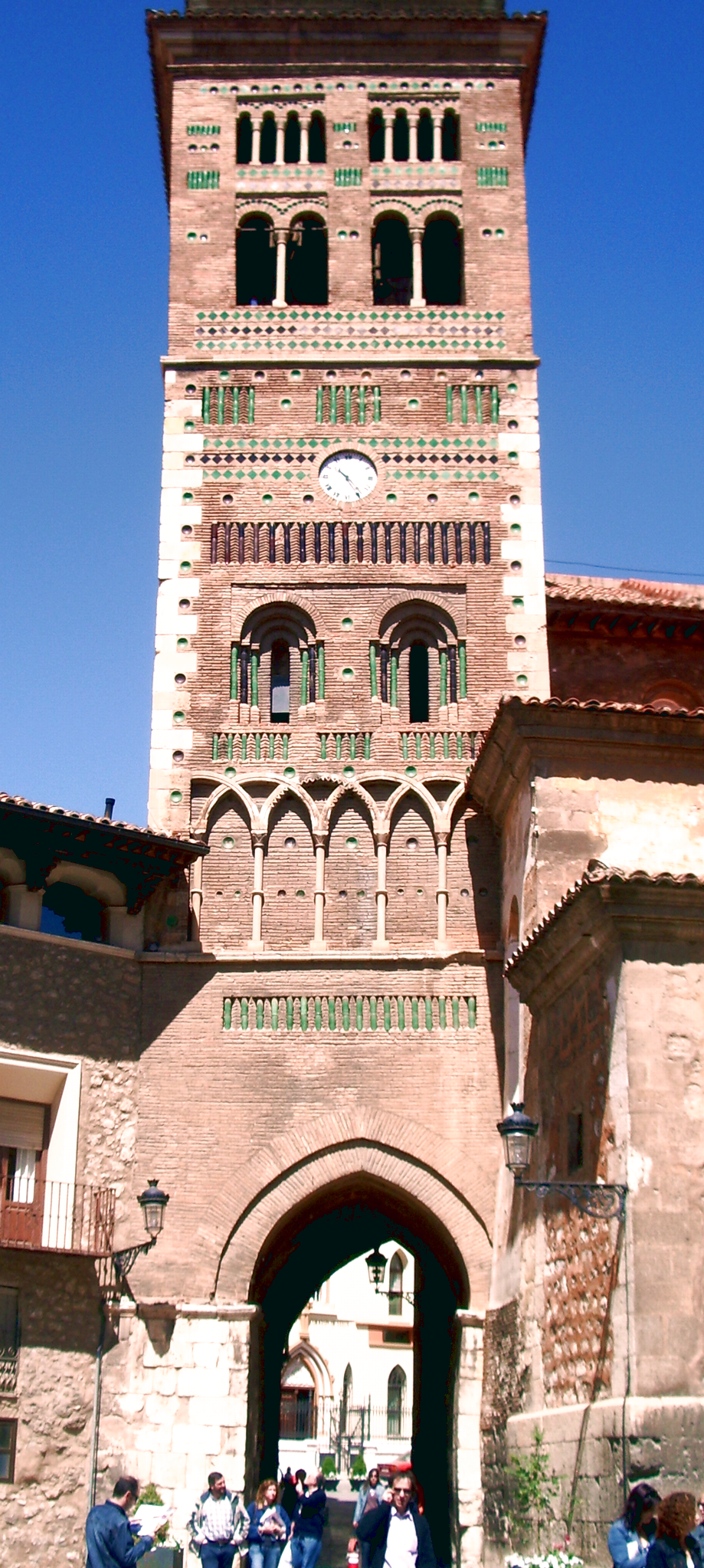
Torre da Catedral de Teruel, mudéjar aragonês

Com a chamada Reconquista ocorreu um dos fenômenos nativos mais importantes da arte espanhola, o surgimento da arte mudéjar. A palavra "mudéjar" provém do árabe مدجّن (mudaǧǧam) e significa "ao que lhe foi permitido ficar", referindo-se aos muçulmanos que continuaram vivendo nos reinos cristãos quando suas terras passaram ao controlo destes.
A arte mudéjar começa seu desenvolvimento a partir do século XII.  Sua constituição levou-se a cabo mediante a fusão de elementos da arte islâmica com os da cristã, quer românico, com o que coincidiu seu nascimento, quer o gótico, quer o do renascentista, até ao qual se estendeu.
O nascimento do mudéjar pode situar-se em Castela e Leão, a partir do românico, constituindo o chamado mudéjar castelhano-leonês. Apesar de este estilo ter tido um âmbito de desenvolvimento bastante popular, também chegaram amostras a edifícios religiosos de importância. Tal é o caso da torre Noroeste da Catedral de Getafe, reminiscência de um templo anterior; a Concatedral de Guadalajara ou alguns elementos Catedral de Sigüenza, como a Porta de São Valero ou a Capela da Anunciação. Com o avanço cristão para Sul, nasceu o chamado mudéjar toledano, com um caráter ainda mais arábico. Observa-se este estilo em certas partes da Catedral de Toledo (Capela de Santo Eugênio, Sala Capitular e alguns elementos da torre).
Outro foco da arte mudéjar localizou-se no Reino de Aragão, constituindo o chamado mudéjar aragonês. Diferencia-se da variante castelhano-leonesa em alguns traços característicos, como são uma maior decoração exterior, maior influência da arquitetura cisterciense, emprego de cerâmica vidrada e os característicos campanários que recordam o estilo alminar. Algum dos melhores exemplos desta vertente são a Catedral de Tarazona, alguns elementos da Catedral de Saragoça (fachada da Parroquieta de San Miguel, absides e zimbório) ou a Catedral de Santa María de Teruel, que é considerada um dos melhores exemplos do mudéjar na Espanha.
Em Teruel trabalhou o muçulmano saragoçano Mestre Yusuf e interessa especialmente pela sua sólida torre, que foi modelo no seu gênero, bem como pelo seu zimbório do século XVI, versão renascentista do mudéjar, e inspirado no da catedral de Saragoça.

### Baixa Idade Media: o gótico

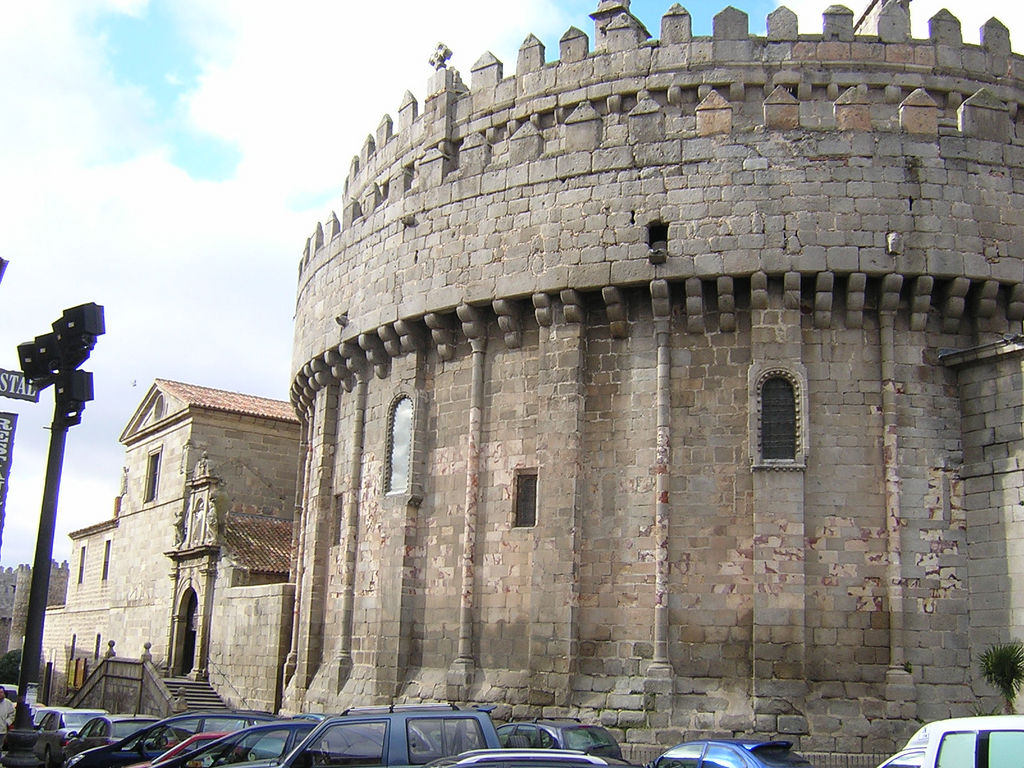
Abside ameada da Catedral de Ávila que fazia parte da muralha, porque ao invadir a abside a muralha decidiu-se fortificar a abside em vez de fazer uma igreja mais pequena.

O período gótico teve uma longa vigência na Espanha, de meados do século XII até ao século XVI.
No século XIV Espanha era constituída por grande quantidade de reinos cristãos: Castela, Navarra, enquanto os reinos de Aragão e Valência, o
Principado de Catalunha e o Reino de Maiorca formavam a Coroa de Aragão. O Islão, desde o século XIV, apenas dispunha do Reino Nacérida
O gótico chegou cedo a Espanha desde França através do Caminho de Santiago. Na zona de influência do Caminho combinaram-se os novos elementos franceses com as formas tradicionais espanholas sem alcançar, como em outros países, uma variante espanhola do gótico, pois o interesse dos monarcas hispânicos pela cultura francesa implicou assumir suas inovações arquitetônicas, mantendo a influência francesa.
Cerca de 1170 começou o ambicioso projeto da catedral de Ávila, com uma dupla charola, disposição que unicamente tinha em toda a Europa Saint-Denis, mausoléu dos monarcas franceses.

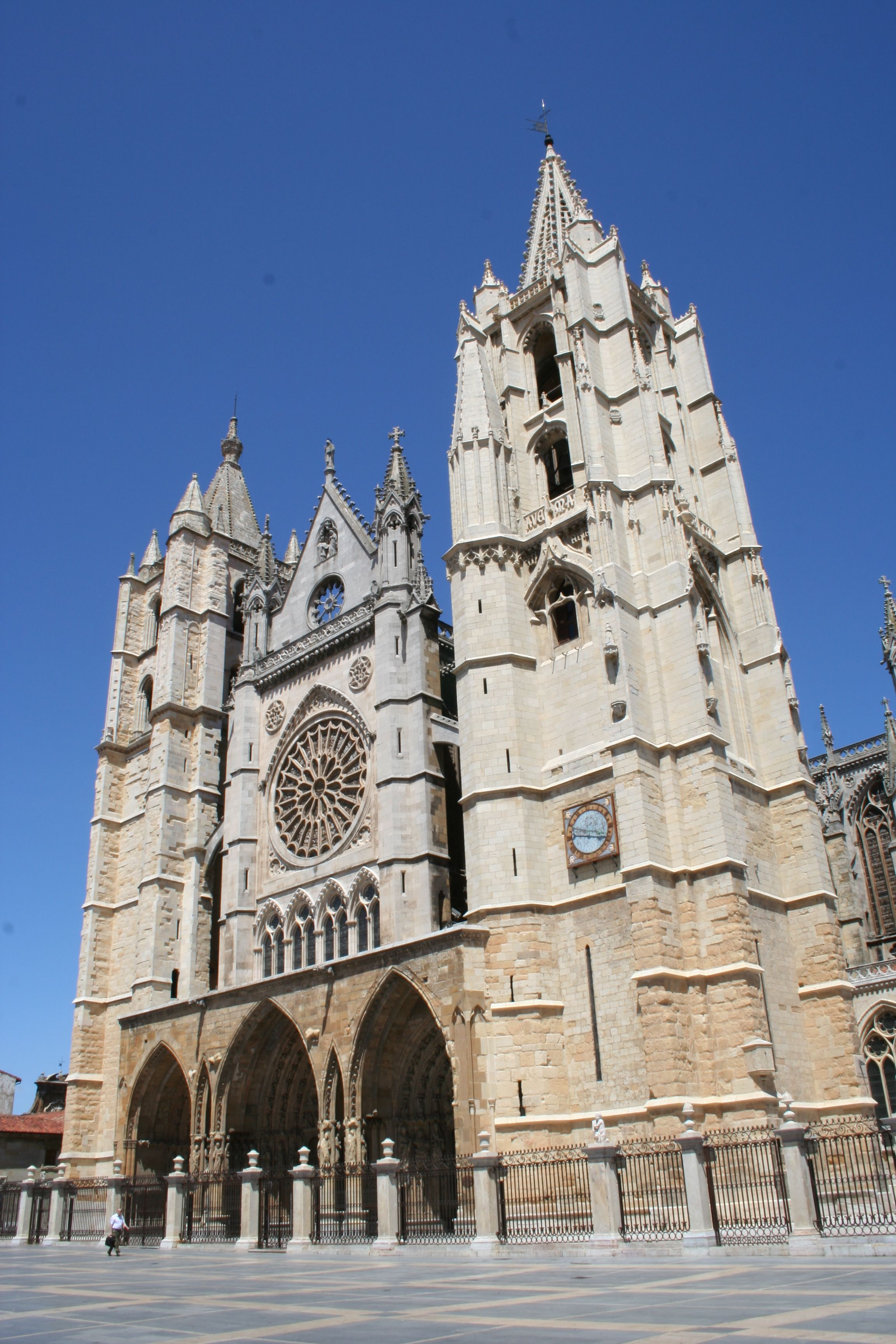
Fachada principal da Catedral de Leão

A catedral de Cuenca foi outra das primeiras góticas. Começada em 1196, tinha a mais avançada técnica da época, seguia as formas do domínio real francês da Île-de-France  com evidentes influências normandas, que se manifestam no emprego de abóbadas sexpartidas.
Sobre 1225, começou a chamada etapa clássica, com a introdução em Castela das formas clássicas que triunfaram nas catedrais francesas de Chartres, Reims, Amiens, Bourges e Le Mans. As grandes catedrais de Burgos, Toledo e Leão conformaram-se segundo o modelo francês, que se caracterizava por um importante desnível entre naves.
A Catedral de Burgos começou-se em 1221. Em princípio tinha três naves com transepto único e cinco capelas em cabeceira. O segundo arquiteto dispôs uma charola, com deambulatório e cinco capelas. Do século XIII há três partes essenciais: a cabeceira, finalizada em 1230; logo o transepto e a nave, terminados em 1260, com algumas diferenças de estilo respeito da anterior; por último as ambiciosas ampliações do final do XIII, com as fachadas, as torres e a charola com diferenças de estilo acusadas sobre o anterior. As esbeltas agulhas das torres foram acrescentadas no século XV, e o zimbório do cruzeiro no século XVI. As agulhas de pedra das torres, com grande riqueza de calados em gótico flamígero, foram construídas por Hans von Köln (Juan de Colonia), e são similares às terminações das torres do gótico tardio do Sul da Alemanha.
As catedrais de Burgos e Toledo estão inspiradas ambas na de Bourges da França; foram começadas ao mesmo tempo. Os seus dois promotores  eram amigos e apoiavam a política de Fernando III. Toledo construiu-se mais devagar porque estava concebida com critérios mais ambiciosos: era a igreja do primado da Espanha. A redução efetuada em Burgos, respeito do modelo francês de Bourges, de três naves, deambulatório simples e transepto de uma nave, contrasta com a ampliação tipológica de Toledo, com cinco naves, duplo deambulatório e transepto de três naves. Para construir Toledo foi derribada a mesquita, que estava em estado de ruína e que pela sua vez fora construída sobre um templo cristão visigodo. Uma das características mais significativas da catedral de Toledo, e caso singular da arquitetura gótica europeia, é a forma de resolver a abóbada do deambulatório, que passa de cobrir 5 arcos na zona interior a 17 no muro exterior. A multiplicação das abóbadas para o exterior foi resolvida segundo o modelo de Le Mans, correspondendo a cada coluna interior duas exteriores. Em Toledo os dois deambulatórios bifurcam-se duas vezes. Por último assinalar várias formas decorativas de inspiração islâmica empregadas em Toledo.
|  |  |  |

A catedral de Leão começou-se em 1250 e no essencial estava concluída em 1300. O arquiteto foi o mestre Enrique, segundo arquiteto de Burgos, e está inspirada em Amiens e Reims. As proporções são um pouco mais reduzidas que as gigantescas catedrais de Burgos e Toledo, pois a diocese tinha menos recursos, porém suas afiadas torres e leves decorações exteriores a fazem parecer maior e imponente.
Os muros góticos facilitavam  a colocação de grandes vitrais com extensos vitrais policromados. Na Espanha com a Catedral de Leão começa realmente o desenvolvimento desta arte, os seus numerosos vitrais igualam-se com as das catedrais de Chartres, Reims ou Amiens. Os vitrais leoneses foram atribuídos a uma oficina hispano-francesa.

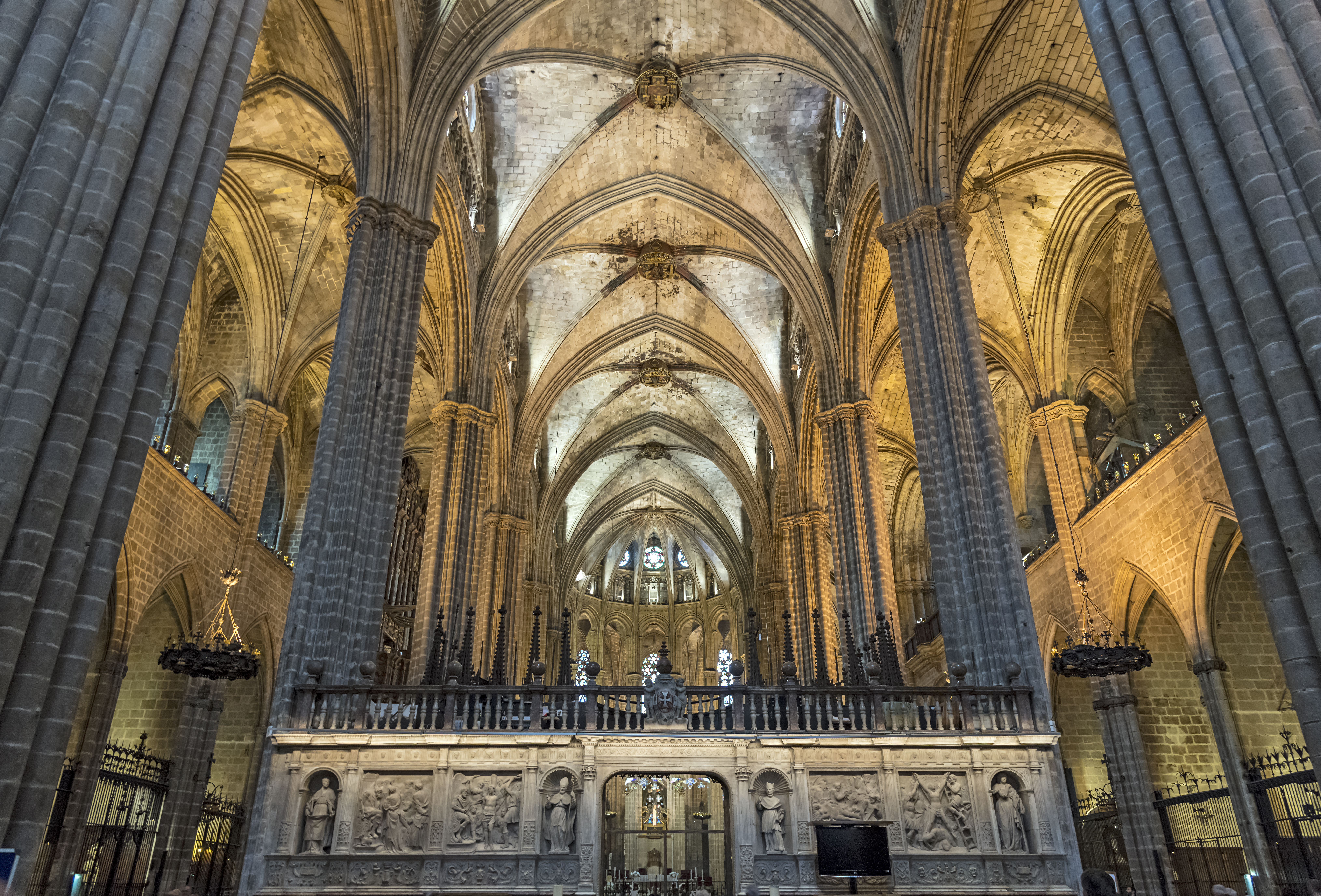
Interior da Catedral de Barcelona, uma igreja chamada de salão com três naves de igual altura

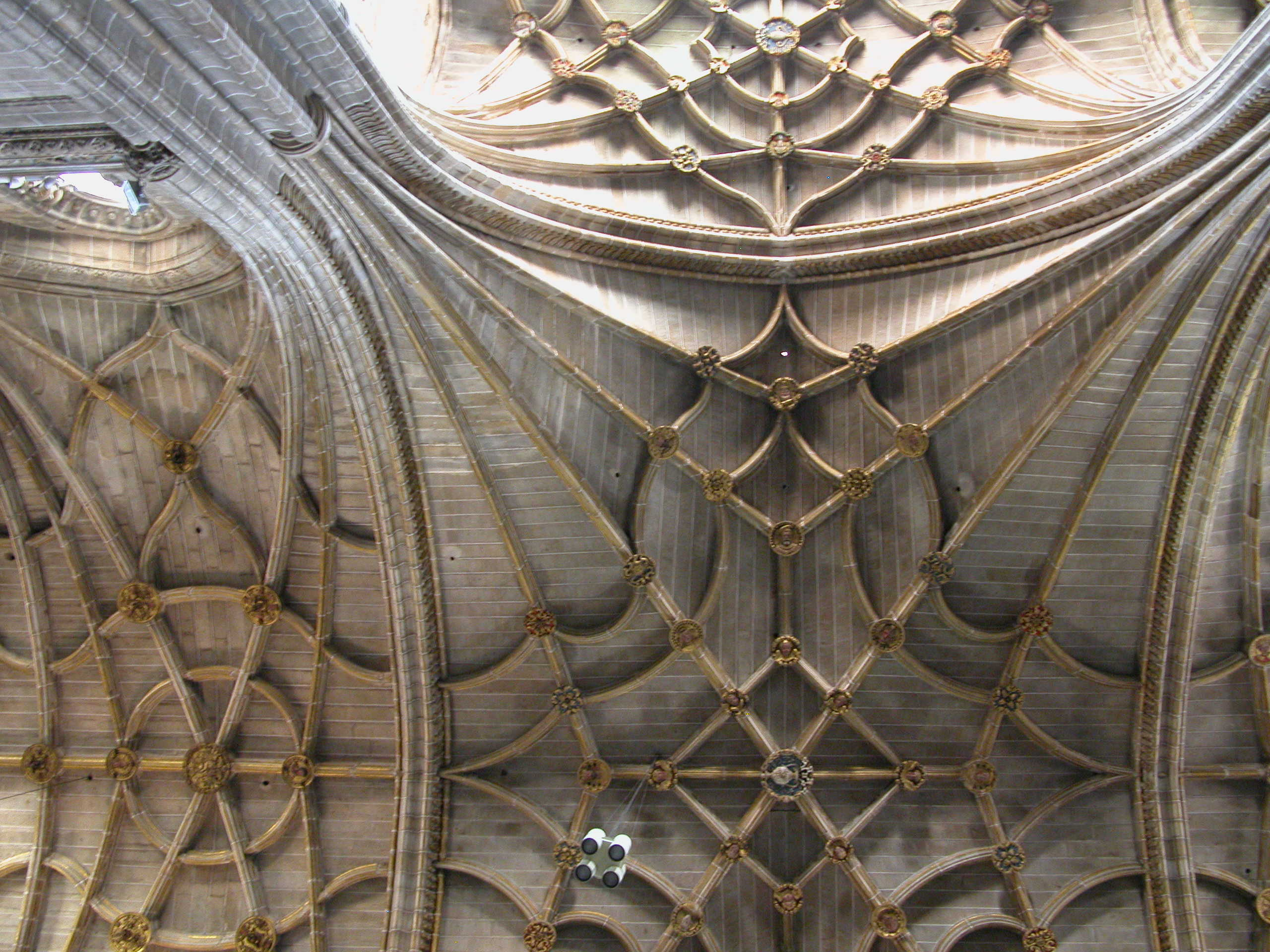
Abóbada da Catedral de Plasência. Nas abóbadas tardo-góticas, as nervuras estreladas apresentam grande variação de argumentos e desenhos.

O século XIV, maneirista, salienta sobretudo em Catalunha. A importância do senso espacial manifestou-se na proliferação de templos de uma nave (quando eram três tendia-se a igualar as alturas das naves), pilares delgados, grande amplitude.
A catedral de Barcelona, iniciada em 1298 e com a abóbada terminada em 1448, tem uma larga nave central e as laterais quase da mesma altura. Seu principal arquiteto foi o mestre Jaume Fabré. A impressão de espaço é aumentada pelas tribunas sobre as capelas laterais, que dão maior largura ao já amplíssimo interior.

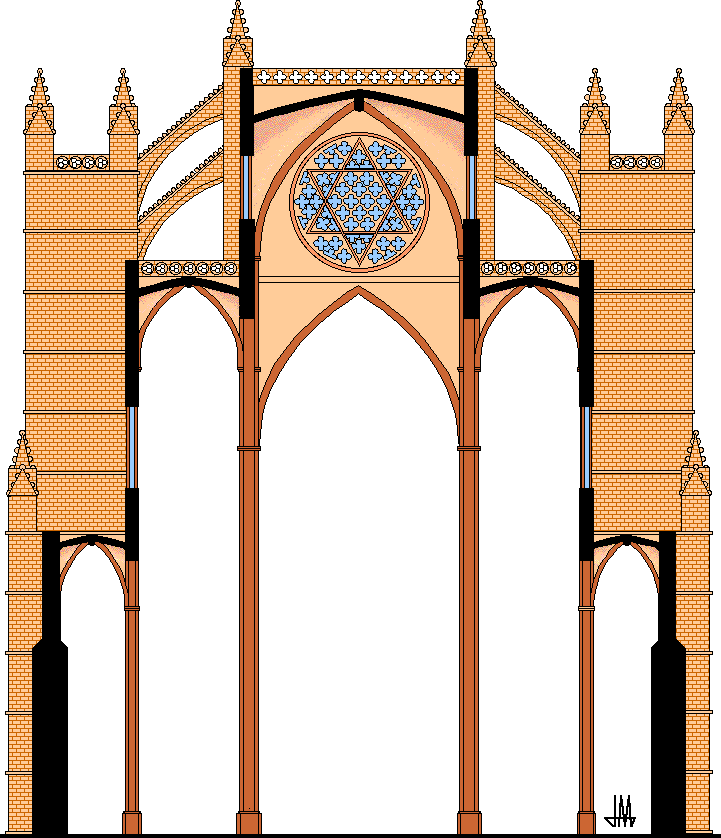
Seção da Catedral de Maiorca. Uma característica do gótico é a elevação da nave central escorada por fora mediante arcobotantes.

O recurso visual empregado para dar a sensação de se encontrar num espaço maior foi o de incluir os contrafortes dentro da nave, cerrando o muro pela parte externa dos mesmos, entre os que se dispuseram as capelas laterais e em cima apareceram as tribunas. Exteriomente ocorre o contrário: os contrafortes ficam fora da vista do espectador, encerrados no seu interior.
O abobadamento da nave central da catedral de Gerona é um dos casos mais brilhantes da arquitetura medieval. Construída a cabeceira, decidiu-se, após uma longa discussão técnica, cobrir com uma só nave em lugar de com três. Guillem Bofill foi encarregue de construir a maior abóbada do gótico com cerca de 23 metros de largo e 34 metros de altura. Foi baseado no modelo de Barcelona que aperfeiçoou: a pressão da abóbada transmitia-se aos contrafortes interiores, colocando-se entre eles as capelas laterais. Começada a nave central em 1417, não se pôde terminar até 1604.
Também resolveu brilhantemente a catedral de Palma de Maiorca. As naves estão articuladas por apertados muros contrafortes que lhe dão uma visão externa muito característica. O interior formam-no três naves de 42 metros de altura apoiadas em delgadas colunas e duas capelas laterais. A concepção técnica do sistema de apoios pressupõe que trabalhou o arquiteto catalão Berenguer de Montagut, artífice de Santa Maria do Mar de Barcelona. Este interior está à altura de Bourges, Beauvais e Milão.
A imensa Catedral de Sevilha foi o maior projeto da Europa.  Sua construção começou em 1401 e concluiu em 1506, demolindo a mesquita almóada que se vinha usando de igreja de 1248. Foi conservada a base da alta torre almóada, a Giralda, como campanário da nova catedral. Seu primeiro arquiteto pôde ser Charles Galter de Rouen e o desenho está influenciado por modelos franceses. Impressionam as suas sete naves, a grande altura (44 metros na nave) e seus cerca de 100 vitrais. É uma construção de naves escalonadas, exteriormente apoiadas em múltiplos arcobotantes e contrafortes coroados por pináculos.
No século XVI, em Roma surgia o estilo renascentista com a construção da Basílica de São Pedro. Na Espanha conviveram por muito tempo (como sucedia na Europa do Norte), o estilo anterior e o novo, em plano de igualdade. O gótico continuava sendo o estilo de representação nacional e era visto como moderno e "espanhol", enquanto o estilo renascentista era chamado romano ou italiano. Neste período foram construídas novas e impressionantes catedrais tardo-góticas em Salamanca, Segóvia, Plasência  e Astorga|. Altíssimos pilares tornam-se, sem interrupção, em abóbadas com nervuras estreladas de múltiplos argumentos. Trata-se de um período muito brilhante, de grandes obras e inovações góticas ainda pouco estudado.

### A unificação e a expansão: O Renascimento

Interior da Catedral de Granada

O estilo do renascimento tardou em chegar a Espanha, pois os Reis Católicos, mantiveram o gótico para os edifícios eclesiásticos enquanto nos civis introduzia-se gradualmente o estilo clássico plateresco.
A influência do Renascimento, combinado com elementos flamencos e hispânicos, originou o estilo plateresco. Chamado assim pela similitude dos ornamentos arquitetônicos com as filigranas dos prateiros. Momentos culminantes do plateresco foram as obras dos mestres da segunda parte do século XVI, Juan e Rodrigo Gil de Hontañón, arquitetos da Catedral Nova de Salamanca e da de Segóvia. Ao refinamento final do plateresco, simplificadas suas amplas filigranas, corresponde a nova catedral de Granada.

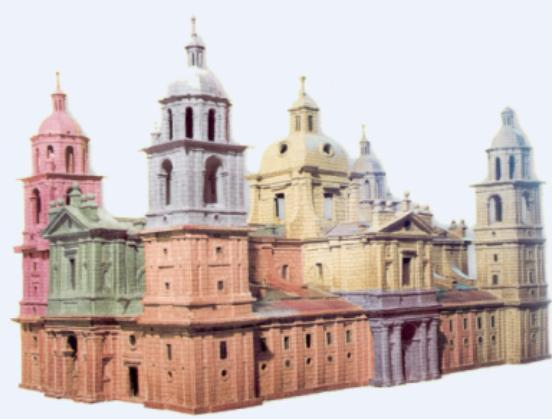
Recriação do projeto de Juan de Herrera para a inacabada Catedral de Valladolid

A Catedral de Granada projetou-se com a escala grandiosa da de Sevilha. Quando Diego de Siloé tomou em 1518 a direção das obras, transformou o começado edifício gótico num de estilo clássico. Para isso, substituiu os pilares por colunas clássicas sobre bases cilíndricas, e o problema da união do capitel com a abóbada resolveu-o adicionando sobre o capitel uma nova ordem de pilastras para chegar à abóbada gótica.
Este uso do duplo capitel de Siloé influiu nas catedrais de Málaga, Guadix e Baeza. Também Andrés de Vandelvira adotou o sistema de Siloé para a Catedral de Jaén, iniciada em 1548. As catedrais de Siloé e Valdelvira são brilhantes combinações do gótico e do clássico.
Para a catedral de Valladolid, Juan de Herrera preparou desenhos entre 1578 e 1582. Projetou uma catedral que era um enorme quadrilátero gigante flanqueado por quatro torres nas esquinas, recusando totalmente o sistema gótico. Os construtores fizeram por ser fiéis aos planos de Herrera, mas a partir de 1650 foram-se afastando das suas traças. A segunda metade da igreja não chegou a construir-se, ficando inacabada.
Juan de Herrera é o arquiteto espanhol mais conhecido anterior a Gaudí, e sua obra o Mosteiro do Escorial é o monumento máximo do Renascimento espanhol. Há controvérsia sobre se as traças de Valladolid são um reflexo da basílica do Escorial. A influência deste edifício inacabado foi importante na América.

### Império e decadência: o Barroco

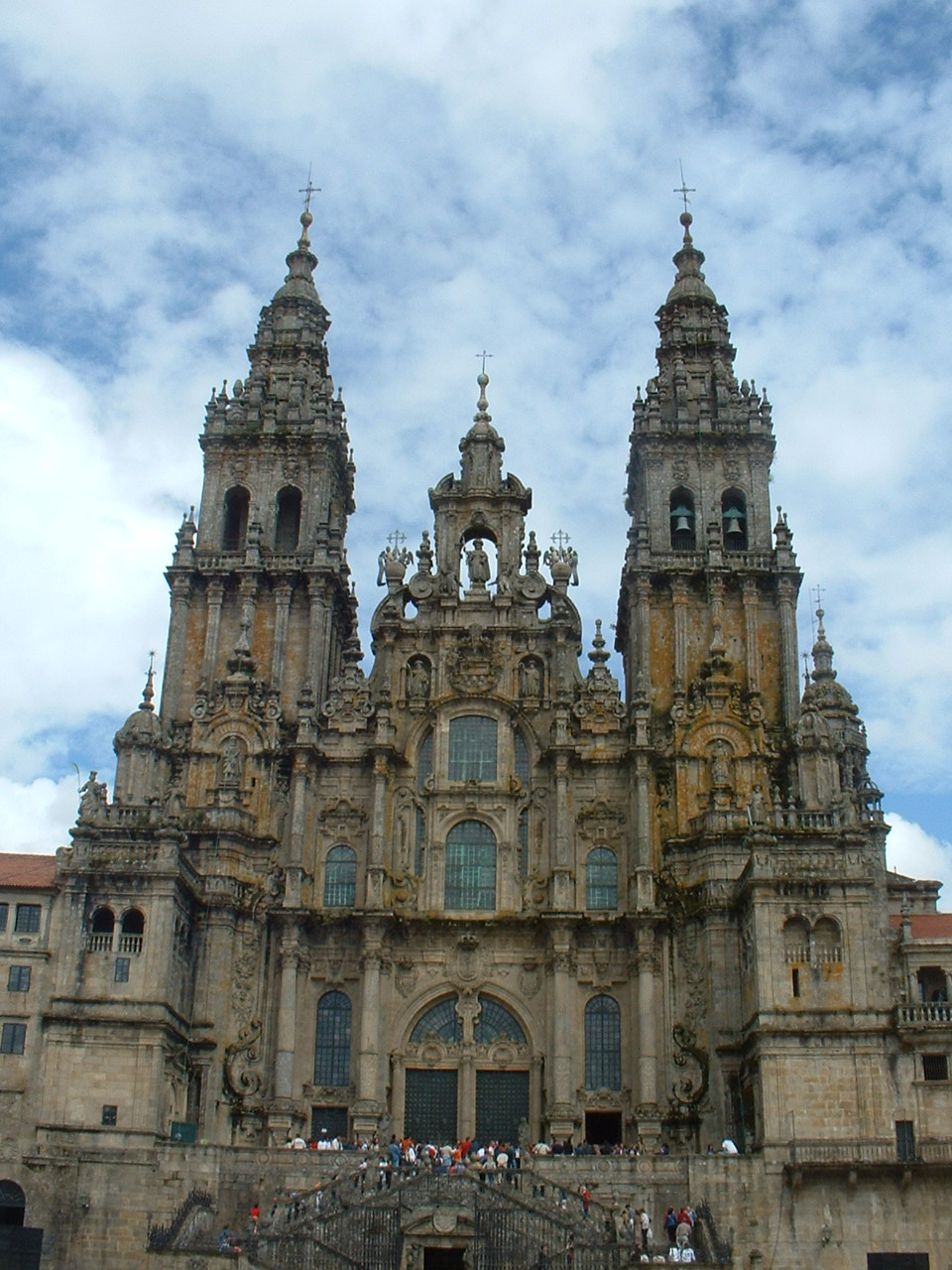
A fachada da Praça do Obradoiro da Catedral de Santiago de Compostela está estruturada em três eixos e duas plantas que encerram grandes vitrais. A importância destes é rebaixada pelo ressaltado dos elementos articulatórios da fachada. A obra foi fortemente criticada no século XVIII por combinar elementos da tradição românica com a estética barroca.

Na Espanha, como em outros países, a época do barroco corresponde ao século XVII e à primeira metade do século XVIII.
O barroco foi a resposta dos arquitetos e artistas à nova missão dada à arquitetura no Concílio de Trento, e portanto participou no movimento contra-reformista, que se opunha às ideias luteranas e calvinistas. Inicialmente, partindo do estilo herreriano, manteve-se a sobriedade ornamental e a estrutura clássica nas construções. Uma das exceções é o presbitério da Catedral de Valência de Juan Bautista Pérez, realizado entre 1674 e 1682, e a fachada principal, começada em 1703 por Conrado Rudolf e prosseguida por Fernando Vergara el Viejo. Foi um dos primeiros exemplos do emprego das formas curvas do barroco, embora devido à tardança na sua conclusão (1740) apresente também elementos do rococó.
Durante o século XVII a fazenda espanhola declarou-se em bancarrota até em seis ocasiões. A falta de recursos conseguinte, provocou a proliferação de construções baseadas em materiais mais baratos, que deu à maior parte das construções desta etapa um aspeto sóbrio e apagado. Contudo, as economias de duas zonas da Península permitiram a evolução do barroco para um estilo mais ornamentado e que se afastou das concepções herrerianas. Foram a galega e a andaluza.
Na Galiza, a obra mais característica foi a reforma empreendida pelo cônego Xosé de Vega e Verdugo na catedral de Santiago de Compostela. O ambicioso projeto foi plasmado no inventário Memória sobre as obras na catedral de Santiago {nwrap||1657|1670}} do qual somente foram realizadas atuações isoladas como a construção de um tabernáculo baldaquino sobre o altar-mor do templo e o pórtico Real da Quintana construído por Xosé Peña do Toro entre 1658 e 1666. Continuou as obras Domingo de Andrade, discípulo de Toro, construindo sobre o núcleo anterior do gótico tardio a torre do relógio em 1680. Em 1672, Fernando de Casas Novoa, mais próximo ao rococó e havendo realizado  o claustro da catedral de Lugo, assumiu a reforma do templo de Compostela com a construção da torre Norte, à imagem da sua gêmea. Contudo, seu maior reto foi a construção da nova fachada, que devia ao mesmo tempo cobrir e proteger o românico Pórtico da Glória respeitando a escada que já fora iniciada. Está fachada seria chamada posteriormente do Obradoiro por dar à praça onde os canteiros trabalhavam a pedra.
Um segundo centro do barroco espanhol desenvolveu-se na Andaluzia, que foi financiada pela importância da região com os benefícios do comércio com as posses coloniais espanholas na América. Um dos primeiros exemplos do barroco na zona o constitui a fachada da Catedral de Granada, desenhada em 1664 por Alonso Cano e construída após a morte deste, entre 1667 e 1684.
A construção de novas estâncias permitiu aos arquitetos maior liberdade e refletirem plenamente o estilo barroco, sobretudo nas novas fachadas que se desenharam. Os exemplos mais salientados, além de Granada, são a fachada da catedral de Múrcia (1742 – 1754), construída por Jaume Bort i Meliá (com todos os elementos do barroco e um dos melhores exemplos da Espanha), a fachada de Guadix, projetada por Eufrasio López de Rojas  e a já mencionada de Valência. O modelo habitual é o de fachadas entre torres, com um pano central estruturado com colunas de ordem gigante, que as dota de uma grande monumentalidade. As portadas de Múrcia e Guadix têm um grande movimento que culmina na fachada côncava de Valência.
Mencionar também as fachadas das catedrais de Gerona, Astorga e Burgo de Osma.
Menor envergadura, mas grande importância, têm as reformas barrocas ornamentais nos templos românicos e góticos. Os lugares que receberam maior ornamentação são os altares-mores, com sacrários, retábulos ou camarins e os trascoros.
Sobressai entre eles, "a obra mais espetacular do barroco espanhol", o "Transparente" da Catedral de Toledo, obra de Narciso Tomé, construído entre 1721 e 1732. É uma construção situada detrás do altar-mor e onde os fiéis podem contemplar o Santíssimo desde a charola. Um retábulo côncavo de dois corpos, o inferior com a Virgem e o Menino e o superior com A Última Ceia. Uma abertura na abóbada deixa passar a luz. A arquitetura, a escultura e a pintura fundem-se de forma mestra.
Anterior, entre 1625 e 1632, é o retábulo de madeira com esculturas policromadas da catedral de Plasencia, realizado por Gregorio Fernández e sua oficina, considerado o mais destacável da primeira metade do século XVII.
Outra atuação de grande interesse é o espaço, em forma de "pavilhão", para a Virgem na Catedral de Saragoça, concebido por Ventura Rodríguez; trata-se de uma elipse em planta terminada por uma cúpula, com quatro absides nos eixos, abertos em três lados e no quarto fechado foi colocado o altar, onde a Virgem está descentrada. Este pavilhão está disposto na nave central do templo encaixado num vão entre quatro colunas. Ventura Rodríguez reformou também o restante do templo, que iniciara Francisco Herrera, o Moço.
Por último, assinalar a influência que a arquitetura barroca teve na América Latina e em algumas regiões da Ásia.

### Absolutismo e iluminismo: O neoclássico

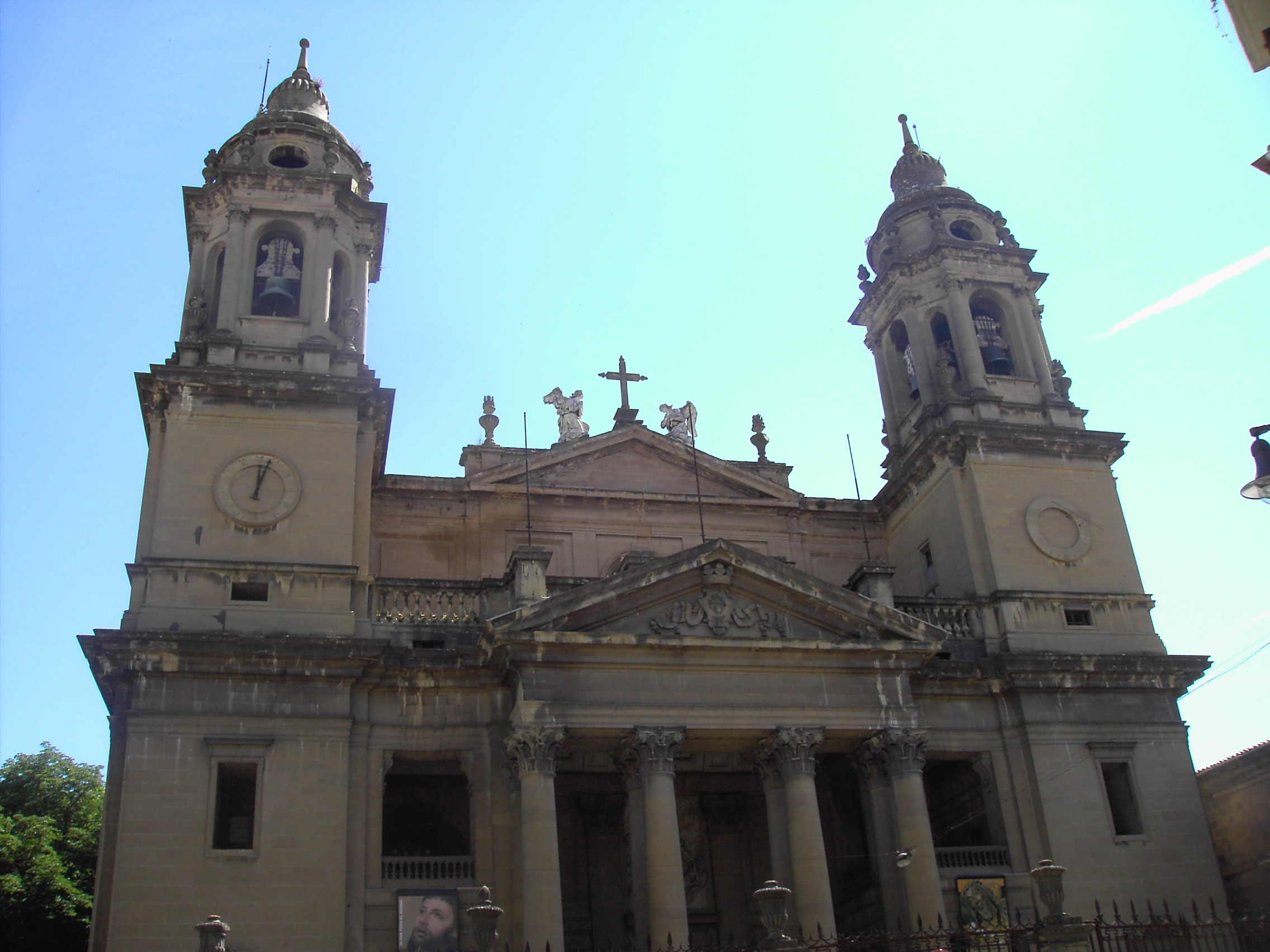
Fachada da Catedral de Pamplona. Muitas cidades mudaram o que consideravam feia e antiquada fachada da sua catedral gótica por uma moderna fachada neoclássica. Isto também sucedeu no período barroco.

O começo do neoclassicismo na Espanha coincidiu com a fundação em 1752, pelo rei Fernando VI da Espanha, da Real Academia de Bellas Artes de San Fernando, tornando-se este estilo na arte estatal e determinando o estilo do país até 1840.
Durante a segunda metade do século XVIII, as catedrais góticas foram objeto de numerosas reformas tanto interiores como exteriores. O objeto era variado, quer ocultar o templo anterior que se acreditava velho e inapropriado, quer incluir elementos artísticos compartilhados nas capelas, quer atuações em contraste com o templo anterior. No primeiro caso encontra-se a fachada principal da Catedral de Pamplona, realizada por Ventura Rodríguez, considerada a obra mais importante da sua última época. No terceiro caso, está a capela de Juan de Palafox e Mendoza na catedral do Burgo de Osma. Construída num espaço diferente detrás do altar-mor, contrapõem o novo e o velho, como se se tratar de dois templos diferentes de épocas diferentes. A Coroa aportou à capela os arquitetos mais prestigiosos do momento, Juan de Villanueva que a projetou e Sabatini que desenhou um plano para concluí-la.
O Terremoto de Lisboa de 1755 afetou consideravelmente à fachada principal da Catedral de Lugo, o que motivou uma nova fachada de Julián Sánchez Bort, com a supervisão de Ventura Rodríguez. Está inspirada em elementos românicos e góticos.

### Século XIX: historicismo e ecleticismo
O historicismo acredita-se que é a aplicação do romantismo na arquitetura. Sua característica principal é o seguimento de tendências arquitetônicas do passado, especialmente da Idade Média, como o românico, o gótico e, na Espanha, o mudéjar. De forma similar, o ecleticismo, combina diferentes estilos históricos entre sim, na arquitetura do seu tempo. Historicamente, este período corresponde-se com a época do auge dos nacionalismos e o imperialismo. Em arquitetura eclesiástica, os estilos mais utilizados foram o neogótico e o neorromânico. Podemos encontrar ambos na Catedral da Almudena de Madrid, começada em 1883 por Francisco de Cubas. A cripta, de 1911, é de estilo neorromânico; o exterior continua a tendência neoclássica; e o interior responde ao modelo neogótico. Outro exemplo amostra-se na Catedral de La Laguna em Tenerife, construída entre 1904 e 1916, em estilo neogótico. Também neogóticos são o adro da Catedral de Terrassa de 1918, a fachada da Catedral de Barcelona de 1888 e a conclusão da Catedral de Sevilha dentre 1825 e 1928.
|  |  |  |  |

### Século XX: modernismo e racionalismo

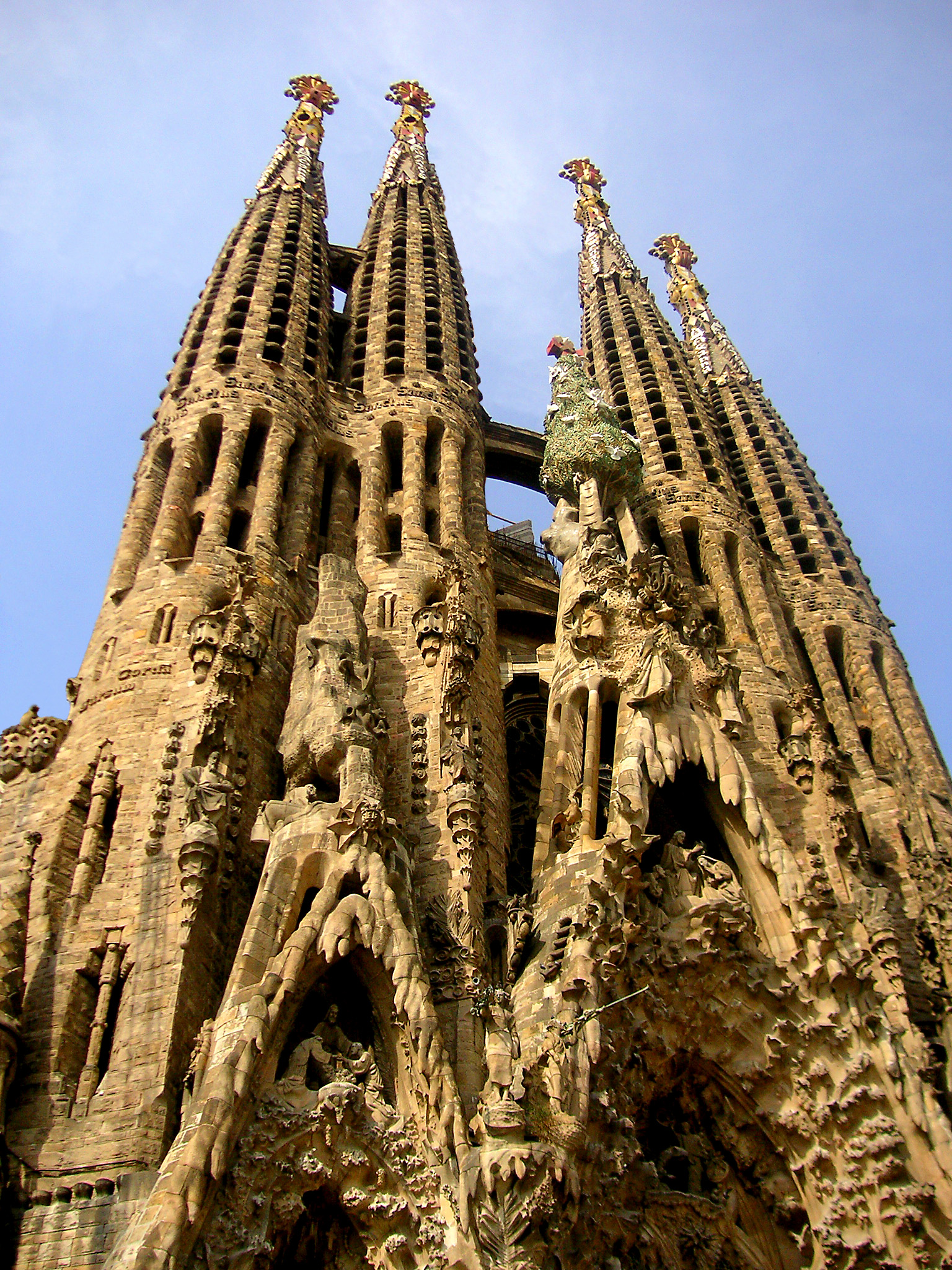
Fachada oriental da Sagrada Família (que não é uma catedral)

No fim do século XIX surgiram na Europa tendências arquitetônicas que rompiam com os critérios tradicionais e buscavam novas formas dando grande relevância à estética. Na Espanha, salientou o modernismo catalão que se desenvolveu nomeadamente em Barcelona, entre 1880 e 1930, adquirindo pessoalidade própria. Dentro deste movimento foi construído o templo da Sagrada Família em Barcelona.
A construção do edifício começou em estilo neogótico, mas com a assunção do projeto por Antoni Gaudí em 1883, foi completamente replanificado. Gaudí, seguindo seu método habitual, não elaborou o desenho de antemão, senão que realizou esboços com a forma geral do edifício e logo improvisava a construção à medida que avançava. Uma das suas ideias mais inovadoras foi o desenho das elevadas torres cônicas.
As torres, em princípio, estavam previstas de planta quadrada, mas quando se decidiu que deviam sobressair apontadas sobre os portais, Gaudí decidiu transformá-las e adotar a forma redonda. Além disso, estreitou as torres à medida que cresciam em altura. Fez uso das formas que utilizara no Colégio Teresiano de Barcelona. Projetou-as com uma torção parabólica que sugere uma tendência ascendente para toda a fachada. As janelas que perfuram as torres tomam uma ordenação em espiral, impulsionando também para o alto.
Só se tinham construído três torres quando Gaudi faleceu em 1926. Do projeto do edifício apenas se  conservavam planos e um modelo em gesso que resultou muito danificado durante a Guerra Civil espanhola.
Em 1940 o arquiteto Francesc Quintana assumiu o projeto. Hoje dia a construção continua, trabalhando-se sobre esses planos.

## Lista de catedrais
| Catedral                                          | Padroeiro                 | Diocese                        |
| Arquidiocese de Barcelona                         |                           |                                |
| Catedral de Barcelona                             | Santa Eulália             | Barcelona                      |
| Catedral de Sant Feliu de Llobregat               | São Lourenço              | Sant Feliu de Llobregat        |
| Catedral de Terrassa                              | Espírito Santo            | Terrassa                       |
| Templo Expiatório da Sagrada Família de Barcelona | Sagrada Família           | –                              |
| Arquidiocese de Burgos                            |                           |                                |
| Catedral de Burgos                                | Virgem Maria              | Burgos                         |
| Catedral de Bilbao                                | Santiago                  | Bilbao                         |
| Catedral de Palência                              | San Antolín               | Palencia                       |
| Catedral de Burgo de Osma                         | Virgem Maria              | Osma-Soria                     |
| Concatedral de Soria                              | São Pedro                 | Osma-Soria                     |
| Catedral de Vitoria                               | Virgem Maria              | Vitoria                        |
| Arquidiocese de Granada                           |                           |                                |
| Catedral de Granada                               | Virgem da Encarnação      | Granada                        |
| Catedral de Almería                               | Virgem da Encarnação      | Almería                        |
| Catedral de Guadix                                | Virgem da Encarnação      | Guadix                         |
| Catedral de Jaén                                  | Virgem da Assunção        | Jaén                           |
| Catedral de Málaga                                | Virgem da Encarnação      | Málaga                         |
| Concatedral de Cartagena em Murcia                | Santa Maria               | Cartagena                      |
| Catedral de Cartagena                             | Santa Maria               | Cartagena                      |
| Arquidiocese de Madrid                            |                           |                                |
| Catedral de Madrid                                | Virgem de la Almudena     | Madrid                         |
| Catedral de Alcalá de Henares                     | Santos Justo e Pastor     | Alcalá de Henares              |
| Catedral de Getafe                                | Santa Maria Madalena      | Getafe                         |
| Catedral de Justo                                 | Não consagrada            | –                              |
| Arquidiocese de Mérida-Badajoz                    |                           |                                |
| Catedral de Badajoz                               | São João Baptista         | Mérida-Badajoz                 |
| Concatedral de Cáceres                            | Virgem Maria              | Coria-Cáceres                  |
| Catedral de Coria                                 | Virgem da Assunção        | Coria-Cáceres                  |
| Catedral de Mérida                                | Virgem Maria              | Mérida-Badajoz                 |
| Catedral Nova de Plasencia                        |                           | Plasencia                      |
| Catedral Velha de Plasencia                       | Virgem Maria              | Plasencia                      |
| Arquidiocese de Oviedo                            |                           |                                |
| Catedral de Oviedo                                | São Salvador              | Oviedo                         |
| Catedral de Astorga                               | Virgem Maria              | Astorga                        |
| Catedral de León                                  | Virgem Maria              | León                           |
| Catedral de Santander                             | Virgem da Assunção        | Santander                      |
| Arquidiocese de Pamplona e Tudela                 |                           |                                |
| Catedral de Pamplona                              | Virgem Maria              | Pamplona                       |
| Catedral de Calahorra                             | Virgem Maria              | Calahorra e La Calzada-Logroño |
| Catedral de la Calzada                            | São Domingos              | Calahorra e La Calzada-Logroño |
| Catedral de Jaca                                  | São Pedro                 | Jaca                           |
| Concatedral de Logroño                            | Virgem Maria              | Calahorra e La Calzada-Logroño |
| Catedral de San Sebastián                         | Virgem Maria              | San Sebastián                  |
| Catedral de Tudela                                | Virgem Maria              | Tudela                         |
| Arquidiocese de Santiago de Compostela            |                           |                                |
| Catedral de Santiago de Compostela                | Santiago Maior            | Santiago de Compostela         |
| Concatedral de Ferrol                             | São Julião                | Mondoñedo-Ferrol               |
| Catedral de Lugo                                  | Virgem Maria              | Lugo                           |
| Catedral de Mondoñedo                             | Virgem Maria              | Mondoñedo-Ferrol               |
| Catedral de Ourense                               | São Martinho              | Ourense                        |
| Catedral de Tui                                   | Virgem Maria              | Tui-Vigo                       |
| Concatedral de Vigo                               | Virgem Maria              | Tui-Vigo                       |
| Arquidiocese de Sevilha                           |                           |                                |
| Catedral de Sevilla                               | Virgem Maria              | Sevilla                        |
| Catedral de Cádiz                                 | Cruz                      | Cádiz e Ceuta                  |
| Catedral de Ceuta                                 | Virgem da Assunção        | Cádiz e Ceuta                  |
| Catedral de Huelva                                | Virgem da Misericórdia    | Huelva                         |
| Catedral de Córdova                               | Virgem Maria              | Córdova                        |
| Catedral de Jerez de la Frontera                  | São Salvador              | Jerez de la Frontera           |
| Catedral de las Palmas de Gran Canaria            | Santa Ana                 | Canarias                       |
| Catedral de La Laguna                             | Virgem dos Remédios       | San Cristóbal de La Laguna     |
| Arquidiocese de Tarragona                         |                           |                                |
| Catedral de Tarragona                             | Santa Maria               | Tarragona                      |
| Catedral de Girona                                | Santa Maria               | Girona                         |
| Catedral de Lleida                                | Santa Maria               | Lleida                         |
| Catedral de Solsona                               | Santa Maria               | Solsona                        |
| Catedral de Tortosa                               | Santa Maria               | Tortosa                        |
| Catedral da Seu d'Urgell                          | Santa Maria               | La Seu d'Urgell                |
| Catedral de Vic                                   | São Pedro                 | Vic                            |
| Arquidiocese de Toledo                            |                           |                                |
| Catedral de Toledo                                | Virgem Maria              | Toledo                         |
| Catedral de Albacete                              | São João Baptista         | Albacete                       |
| Catedral de Ciudad Real                           | Virgem do Prado           | Ciudad Real                    |
| Catedral de Cuenca                                | Virgem Maria e São Julião | Cuenca                         |
| Concatedral de Guadalajara                        | Virgem Maria              | Sigüenza-Guadalajara           |
| Catedral de Sigüenza                              | Virgem Maria              | Sigüenza-Guadalajara           |
| Arquidiocese de Valência                          |                           |                                |
| Catedral de Valência                              | Virgem Maria              | Valência                       |
| Concatedral de Alicante                           | São Nicolau               | Orihuela-Alicante              |
| Concatedral de Castellón                          | Virgem Maria              | Segorbe-Castellón              |
| Catedral de Ibiza                                 | Virgem Maria              | Ibiza                          |
| Catedral de Maiorca                               | Virgem Maria              | Maiorca                        |
| Catedral de Menorca                               | Virgem Maria              | Menorca                        |
| Catedral del Orihuela                             | São Salvador              | Orihuela-Alicante              |
| Catedral de Segorbe                               | Virgem Maria              | Segorbe-Castellón              |
| Arquidiocese de Valladolid                        |                           |                                |
| Catedral de Valladolid                            | Virgem da Assunção        | Valladolid                     |
| Catedral de Ávila                                 | São Salvador              | Ávila                          |
| Catedral de Ciudad Rodrigo                        | Virgem Maria              | Ciudad Rodrigo                 |
| Catedral Nova de Salamanca                        | Virgem da Assunção        | Salamanca                      |
| Catedral Velha de Salamanca                       | Virgem Maria              | Salamanca                      |
| Catedral de Segóvia                               | Virgem Maria              | Segóvia                        |
| Catedral de Zamora                                | São Salvador              | Zamora                         |
| Arquidiocese de Saragoça                          |                           |                                |
| Catedral de Saragoça                              | São Salvador              | Saragoça                       |
| Catedral de Albarracín                            | São Salvador              | Diocese de Teruel y Albarracín |
| Catedral de Barbastro                             | Virgem da Assunção        | Barbastro-Monzón               |
| Catedral de Huesca                                | Virgem Maria              | Huesca                         |
| Catedral de Monzón                                | Virgem Maria              | Barbastro-Monzón               |
| Catedral de Tarazona                              | Virgem de la Huerta       | Tarazona                       |
| Catedral de Teruel                                | Virgem María              | Teruel y Albarracín            |
| Basílica do Pilar                                 | Virgem do Pilar           | align="center"                 |